# James Dyan
James Dyan è un personaggio immaginario protagonista di una omonima serie a fumetti pubblicata dal 1960 dalla casa editrice Dardo.

## Caratterizzazione del personaggio
Il personaggio era un cow boy ispirato all'attore James Dean e venne ideato da Renzo Barbieri e dal disegnatore Edgardo Dell'Acqua.

## Storia editoriale
La serie venne edita per 42 numeri dal 1960 al 1961 nel formato a strisce. È stata poi pubblicata dalla Editoriale Mercury in tiratura limitata (500 esemplari) in copia anastatica.